# 五里亭站
五里亭站（福州話：/ŋu˨˩ li˨˩ liŋ˥˧/）位于中华人民共和国福建省福州市晋安区的福马路与连江路交叉口东侧，是福州地铁2号线的地铁车站，于2019年4月26日启用。

## 车站结构
五里亭站位于福马路下方，站位呈东西走向，主体结构为单柱双跨地下二层车站，地下一层为站厅层；地下二层为站台层，岛式站台。
| 地面层   | 出入口                               |  | 出入口               |
| 地下一层 | 站厅                                 |  | 票务服务、自动售票机 |
| 地下二层 | 1                                    |  | 2号线 往苏洋（紫阳） |
| 地下二层 | 岛式站台，列车运行方向左侧的车门开启 |  |                      |
| 地下二层 | 2                                    |  | 2号线 往洋里（前屿） |

## 出入口与周边
五里亭站共设置4个出入口，目前开放A、B、D共3个出入口。其中无障碍电梯位于A出入口；卫生间位于车站西北角的预留C出入口，距离B出入口较近。
车站周边建有三级甲等医院的福建省肿瘤医院，由A出入口步行约300米即可到达。
| 五里亭站出入口信息          | 五里亭站出入口信息 | 五里亭站出入口信息 | 五里亭站出入口信息         |
| --------------------------- | ------------------ | ------------------ | -------------------------- |
|                             |                    |                    |                            |
| 编号                        | 设施               | 位置               | 接驳交通                   |
| 出口 · A                    |                    | 车站东北角         | 地铁五里亭站、肿瘤医院西门 |
| 出口 · B                    |                    | 车站西北角         | 地铁五里亭站               |
| 出口 · D                    |                    | 车站东南角         | 凤坂、地铁五里亭站         |
| 注： 设有电梯 \| 设有卫生间 |                    |                    |                            |

## 历史
- 2015年9月12日，五里亭站开始围挡施工[2]。
- 2019年4月26日，五里亭站启用[1]。